# 텔레아마소나스
텔레아마소나스(스페인어: Teleamazonas)는 에콰도르의 텔레비전 채널이다.